# Ільжо
Ільжо (рос. Ильжо) — присілок у Лузькому районі Ленінградської області Російської Федерації.
Населення становить 58 осіб. Належить до муніципального утворення Серебрянське сільське поселення.

## Історія
Згідно із законом від 28 вересня 2004 року № 65-оз належить до муніципального утворення Серебрянське сільське поселення.

## Населення
| 1838 | 1862 | 1961 | 1997 | 2007 | 2010 |
| ---- | ---- | ---- | ---- | ---- | ---- |
| 58   | ↗203 | ↘131 | ↘63  | ↘53  | ↗58  |